# Huracán Douglas (2020)
El huracán Douglas fue un fuerte ciclón tropical que se acercó a Hawái. Douglas se originó a partir de una ola tropical que entró en la cuenca a mediados de julio de 2020. La cuarta tormenta en recibir nombre, el primer huracán y también el primer huracán mayor de la temporada de huracanes del Pacífico de 2020. Douglas estaba ubicada en condiciones favorables, la ola comenzó a organizarse el 19 de julio de 2020. Se convirtió en una depresión tropical el 20 de julio y una tormenta tropical al día siguiente. Después de estabilizarse como una fuerte tormenta tropical debido al aire seco, Douglas comenzó a intensificarse rápidamente el 23 de julio, convirtiéndose en el primer huracán importante de la temporada al día siguiente.

## Historia meteorológica
A mediados de julio, una ola tropical mal definida se trasladó a la parte suroeste de la cuenca, cerca de la ola que más tarde se convertiría en la depresión tropical Siete-E. Ubicada más al sur y en condiciones más favorables que la perturbación hacia el oeste, la ola comenzó a organizarse constantemente hasta el 19 de julio. El 20 de julio, las imágenes revelaron que el sistema había desarrollado rápidamente un centro de circulación bien definido oscurecido por las tormentas eléctricas persistentes, y el Centro Nacional de Huracanes (NHC) comenzó a emitir avisos sobre la depresión tropical Ocho-E a las 15:00 UTC. Poco después de su formación, se desarrolló una pequeña cubierta central densa cerca del centro del sistema. Esto dio como resultado la actualización del sistema a la tormenta tropical Douglas a las 5:00 UTC del 21 de julio. En condiciones favorables, Douglas comenzó a desarrollar una gran banda curva al oeste de su centro y comenzó a intensificarse aún más en el día. Después de una breve interrupción en la intensificación debido al aire seco, Douglas se fortaleció aún más a un huracán de categoría 1 a las 09:00 UTC del 23 de julio. Esto marcó la cuarta última fecha en que se formó un huracán en la cuenca, empatando el récord del huracán Celia en 2004. En un entorno prácticamente sin cizalladura del viento y temperaturas de la superficie del mar muy cálidas, Douglas comenzó a intensificarse rápidamente y se convirtió en un huracán de categoría 2, 12 horas después. A principios del 23 de julio, Douglas se intensificó hasta convertirse en un huracán de categoría 3 de alta gama, el primer huracán mayor de la temporada. A las 03:00 UTC del 24 de julio se había intensificado hasta convertirse en un huracán de categoría 4 con un ojo muy bien definido. Casi al mismo tiempo, la tormenta cruzó 140°O en el área de responsabilidad del Centro de Huracanes del Pacífico Central (CPHC). Por lo tanto, el Centro Nacional de Huracanes (NHC) emitió su último aviso sobre el sistema. Más tarde ese día, un ciclo de reemplazo de la pared del ojo causó que Douglas se debilitara a la intensidad de categoría 3. La tormenta mantuvo la misma intensidad durante casi un día a medida que completa el ciclo. A pesar de volver a desarrollar un ojo circular bien definido después de completar el ciclo, la tormenta continuó debilitándose debido a las temperaturas superficiales de los mares fríos y a las 09:00 UTC, la tormenta fue degradada por debajo del estado de huracán mayor.

## Preparaciones
En preparación para la llegada de Douglas a Hawái, se emitieron alertas de huracán para Isla de Hawái y Maui el 24 de julio. Un día antes, el gobernador de Hawái, David Ige, emitió una proclamación de emergencia previa al aterrizaje mientras el estado se preparaba para posibles impactos del huracán Douglas. La proclamación autorizó el gasto de fondos estatales para el alivio rápido y eficiente de los daños, pérdidas y sufrimientos relacionados con el desastre que puedan resultar de la tormenta. Esta proclamación terminó el 31 de julio. Para el 25 de julio, las advertencias de huracán se pusieron en vigor para Oahu y Kauai, mientras que las advertencias de tormenta tropical se emitieron para Big Island y Maui a medida que el pronóstico de la trayectoria de Douglas se hizo más definitivo. Las sirenas de emergencia resonaron en Oahu y Maui el 26 de julio cuando Douglas se acercó a las islas. El presidente de Estados Unidos, Donald Trump, emitió una declaración de emergencia para todo el estado en preparación para el huracán. En Oahu, se abrieron 13 refugios de emergencia en toda la isla para los necesitados.
A pesar del paso cercano de Douglas a las islas hawaianas, muchas de las islas se salvaron de lo peor del huracán, ya que solo la débil pared del ojo sur de Douglas rozó las islas. El daño general fue relativamente menor, sin embargo, la marejada ciclónica y las lluvias causaron inundaciones moderadas en Kauai y Oahu. Los vientos nunca superaron la fuerza de un huracán, aunque se produjo una ráfaga de viento de 69 mph en Maui. Los totales de lluvia también alcanzaron hasta 6 pulgadas en Maui y Oahu. El alcalde de Maui, Mike Victorino, declaró: "Se pueden ver cielos despejados. Estamos muy agradecidos. Estoy agradecido de que nos haya pasado con muy pocos daños y muy pocos incidentes".